# Чемпионат Азербайджана по борьбе 2011
Чемпионат Азербайджана по борьбе 2011 года проходил в Баку с 22 по 25 декабря. Соревнования среди мужчин проходили по вольной и греко-римской борьбе в спортивно-олимпийском центре «Серхедчи». Всего разыгрывалось 14 комплектов медалей. На турнире принимало участие 190 борцов вольного стиля и 154 борца греко-римского стиля.
Чемпионат был организован Министерством молодёжи и спорта Азербайджанской Республики совместно с Федерацией борьбы Азербайджана. В соревнованиях могли участвовать спортсмены, достигшие 18 лет, 1993 года рождения и старше. 22 декабря состоялась церемония открытия турнира.

## Медалисты

### Вольная борьба
| Категория | Золото                  | Серебро             | Бронза                              |
| --------- | ----------------------- | ------------------- | ----------------------------------- |
| до 55 кг  | Намик Севдимов          | Галиб Алиев         | Этибар Гаджиев Джалал Сулейманов    |
| до 60 кг  | Тогрул Аскеров          | Агагусейн Мустафаев | Гаджи Алиев Рамиль Алекперов        |
| до 66 кг  | Эмин Азизов             | Руслан Дибиргаджиев | Зелимхан Хусейнов Бахтияр Исрафилли |
| до 74 кг  | Джабраил Гасанов        | Александр Гостиев   | Эльнур Алиев Агиль Гулиев           |
| до 84 кг  | Чамсулвара Чамсулвараев | Илья Хамикоев       | Магомедгаджи Хатиев Науруз Темрезов |
| до 96 кг  | Асланбек Алборов        | Тохтар Темрезов     | Бабай Магомедов Ильхам Абидов       |
| до 120 кг | Джамаладдин Магомедов   | Аслан Дзебишов      | Али Магомедабиров Али Исаев         |

### Греко-римская борьба
| Категория | Золото              | Серебро           | Бронза                            |
| --------- | ------------------- | ----------------- | --------------------------------- |
| до 55 кг  | Эльдениз Азизли     | Эльчин Алиев      | Вилаят Гахраманлы Эльман Мухтаров |
| до 60 кг  | Камран Мамедов      | Орхан Пашаев      | Ровшан Байрамов Сакит Джалилов    |
| до 66 кг  | Гасан Алиев         | Виталий Рагимов   | Расул Чунаев Анар Асадов          |
| до 74 кг  | Ниямеддин Ибрагимов | Самурай Мустафаев | Эльвин Мурсалиев Эмин Ахмедов     |
| до 84 кг  | Рафик Гусейнов      | Гамзат Юсупов     | Шахрияр Мамедов Руфат Гусейнов    |
| до 96 кг  | Шалва Гадабадзе     | Саман Тахмасеби   | Муртуза Тагиев Араз Гасанов       |
| до 120 кг | Максим Прохоров     | Муса Мирзаев      | Заур Мехралиев Масуд Гашимзаде    |